# Стара црква Свете Богородице у Неготину
Стара црква Свете Богородице у Неготину је саграђена 1803. године на месту старије цркве брвнаре, под заштитом је државе и представља непокретно културно добро као споменик културе од великог значаја.

## Историја
Стара неготинска црква, позната у народу као и Хајдук Вељкова црква, је ниска једнобродна грађевина издужене основе, са полигоналном олтарском апсидом на истоку и мањом припратом на западној страни, који је свој данашњи изглед добила у обнови 1900. године. Изграђена је у камену и опеци, а покривена бибер црепом.

## Изглед цркве
Црква је за неколико степеника укопана у земљу, јер је Турци нису желели. Пошто је овај део Србије био под Видинским пашалуком, освећење храма обавио је видински митрополит Kалиник, који је приволео тадашњег видинског господара Пазван-Оглуа да одобри изградњу.
На северној страни дозидан јој је отворени трем око 1885. године испред улазних врата. При самом крају 19. века урађено је неколико преправки на спољним и унутрашњим деловима цркве. Прво је промењена кровна конструкција, направљена је знатно већа и уместо ћерамиде је стављен бели цреп. Да би се добило више светлости на своду над певницом су направљена два отвора и застакљена. На северним вратима цркве намештена су двокрилна стаклена врата. Истовремено је сређена звонара у црквеној порти.
Једину фасадну декорацију представљају слепе нише на апсиди. Иконостасна преграда из 1824. године рад је зографа Стојана из Равна у Бугарској и његовог сина Станче. Досликавање иконостаса обавио је Павле Чортановић 1884. године, који је и аутор зидног сликарства.
На зидовима цркве има слика, рађених техником уља на платну, Ватрослава Бековића, сликара и професора неготинске полугимназије. Цркву и олтар осликавао је Павле Чортановић, такође професор у неготинској полугимназији.
Током 1969–1970. године обављени су конзерваторско-рестаураторски радови на иконостасу.

## Црквена порта
У црквеној порти налазе се надгробне плоче истакнутих Неготинаца 19. века, међу њима и ктитора цркве, као и посебна група изузетно вредних примера сеоских надгробних споменика специфичног изгледа са одређеним култним представама, те као такви представљају изузетну етнографску вредност. У склопу црквеног дворишта стоје споменици пренети са некропола из околних села: Рајца, Рогљева и Kобишнице.
Осим њених градитељских карактеристика с почетка 19. века, значај цркве је у томе што се споља, непосредно уз олтар, налази гроб Хајдук Вељка Петровића, легендарног јунака из првог српског устанка и његовог брата Миљка, где на апсиди цркве стоје две велике спомен плоче са посветом у стиховима песника Симе Милутиновића Сарајлије.